# Эль-Хоха

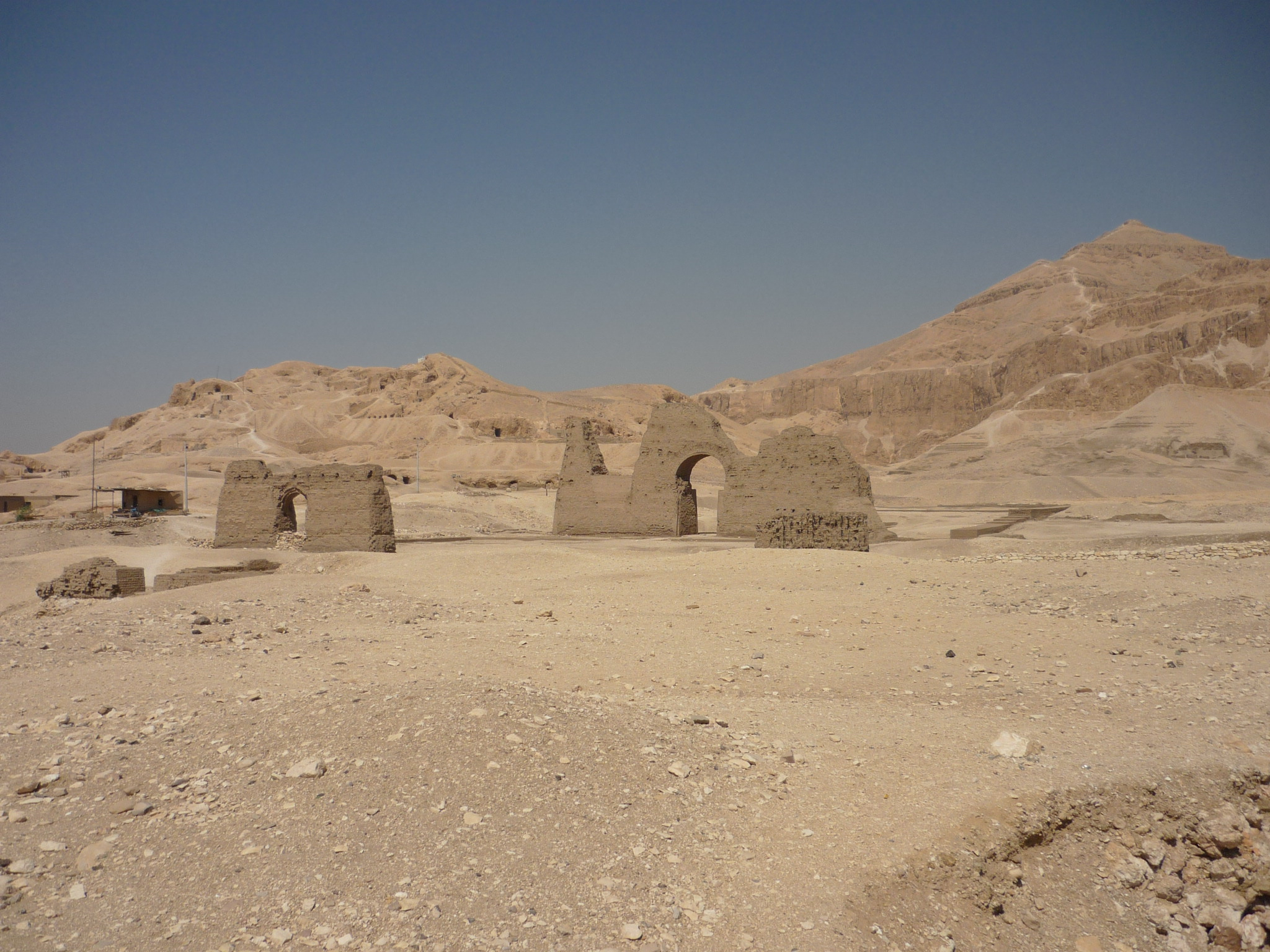
Некрополь Эль-Хоха, Фивы.

Эль-Хоха (араб. الخوخه‎ — «холм пчелиных сот») — некрополь, расположенный к югу от некрополя Эль-Ассасиф. Во второй половине периода правления фараонов XVIII династии здесь были построены гробницы многих высокопоставленных лиц Египта, таких как Пуимре — «второй жрец» Амона при Тутмосе III, Ипуки — скульптор времен Аменхотепа III, Усерхет — начальник гарема Аменхотепа III.
В некрополе есть пять гробниц Древнего Царства и более 50 захоронений времен 18-й, 19-й и 20-й династий, а также первого переходного периода.

## Захоронения
- ТТ39 — Пуимре, Второй Пророк Амона в правление Тутмоса III и Хатшепсут
- ТТ48 — Аменемхет, или Сурер, Главный Управляющий во времена Аменхотепа III
- ТТ49 — Неферхотеп, Главный Писец Амона во времена 19-й династии.
- ТТ172 — Ментиуви, дворецкий фараона, во времена Тутмоса III и Аменхотепа II.
- ТТ173 — Хай, Писец божественных подношений богам Фив во времена 19-й династии.
- ТТ174 — Ашакхет жрец Мут; 20-я династия
- ТТ175 — Неизвестный; 18-я династия
- ТТ176 — Усерхет, Служитель Амона; 18-я династия
- ТТ177 — Аменемопе, Писец истины в Рамессеуме во дворце Амона, во времена Рамзеса II